# Vojens
Vojens este un oraș în Danemarca.